# ستراخویوو
ستراخویوو (به چکی: Strachujov) یک منطقهٔ مسکونی در جمهوری چک است که در ناحیه ژدار ناد سازاووو واقع شده‌است. ستراخویوو ۲٫۸۹ کیلومتر مربع مساحت و ۱۳۹ نفر جمعیت دارد و ۴۹۰ متر بالاتر از سطح دریا واقع شده‌است.